# Casona El Tabo
La Casona el Tabo, inmueble ubicado en El Tabo, Región de Valparaíso, fue construida a principios del siglo XX. Esta fue declarada monumento nacional de Chile en la categoría de Monumento Histórico, mediante el Decreto Supremo N.º 374 del 28 de julio de 1992.

## Historia
La Casona El Tabo, ubicada en la localidad costera de El Tabo (920 Av. Centenario) Chile, es una histórica residencia de estilo colonial construida en el siglo XIX por la familia Celis Maturana. Ha servido como residencia de verano para varias familias prominentes de la región. Su arquitectura se caracteriza por sus amplios corredores, techos altos y grandes ventanales que ofrecen vistas del océano Pacífico.
Durante la época colonial, El Tabo experimentó una notable transformación cultural con la llegada de colonizadores españoles, quienes dejaron un legado arquitectónico significativo, incluyendo la iglesia y otras edificaciones históricas.
En 1955, el círculo de periodistas Juan Emilio Pacull, adquirió la propiedad que incluía el terreno y la casa del cuidador. Se llevaron a cabo reparaciones significativas y se equipó la casona con cocina, camas, comedor y muebles para mejorar la comodidad de los veraneantes. Además, se procedió a lotear áreas del fundo, lo cual dio como resultado la construcción de la primera escuela pública de la zona, la parroquia y caminos de acceso. Estos desarrollos surgieron en medio de disputas entre hermanos.
En 1970, bajo la dirección de Rafael Ducos, comenzaron los arreglos y mejoras en la casona conocida entonces como “Casa de Veraneo El Tabo”. En 1972, se levantaron las primeras 7 cabañas en el terreno. El 28 de julio de 1992, La Casona El Tabo fue declarada Monumento Histórico en la comuna y posteriormente rebautizada como Villa Camilo Henríquez.

## Actualidad
El Consejo de Monumentos Nacionales ha aprobado ciertos planos para restaurar la casona, mientras que el Municipio del Tabo gestiona su uso temporal para actividades culturales. La administración actual planea convertirla en el futuro Museo del Periodismo, destacando la importancia histórica y cultural del periodismo en la región. La restauración no solo conservará la arquitectura colonial, sino que también promoverá el patrimonio local a través de exposiciones y actividades educativas.   